# Apeadeiro de Freixo de Numão
O apeadeiro de Freixo de Numão, originalmente denominado de Freixo, e também chamado de Freixo de Numão - Mós do Douro e de Freixo de Numão - Mós, é uma interface da Linha do Douro, que serve as localidades de Freixo de Numão e Mós, no concelho de Vila Nova de Foz Côa, em Portugal.

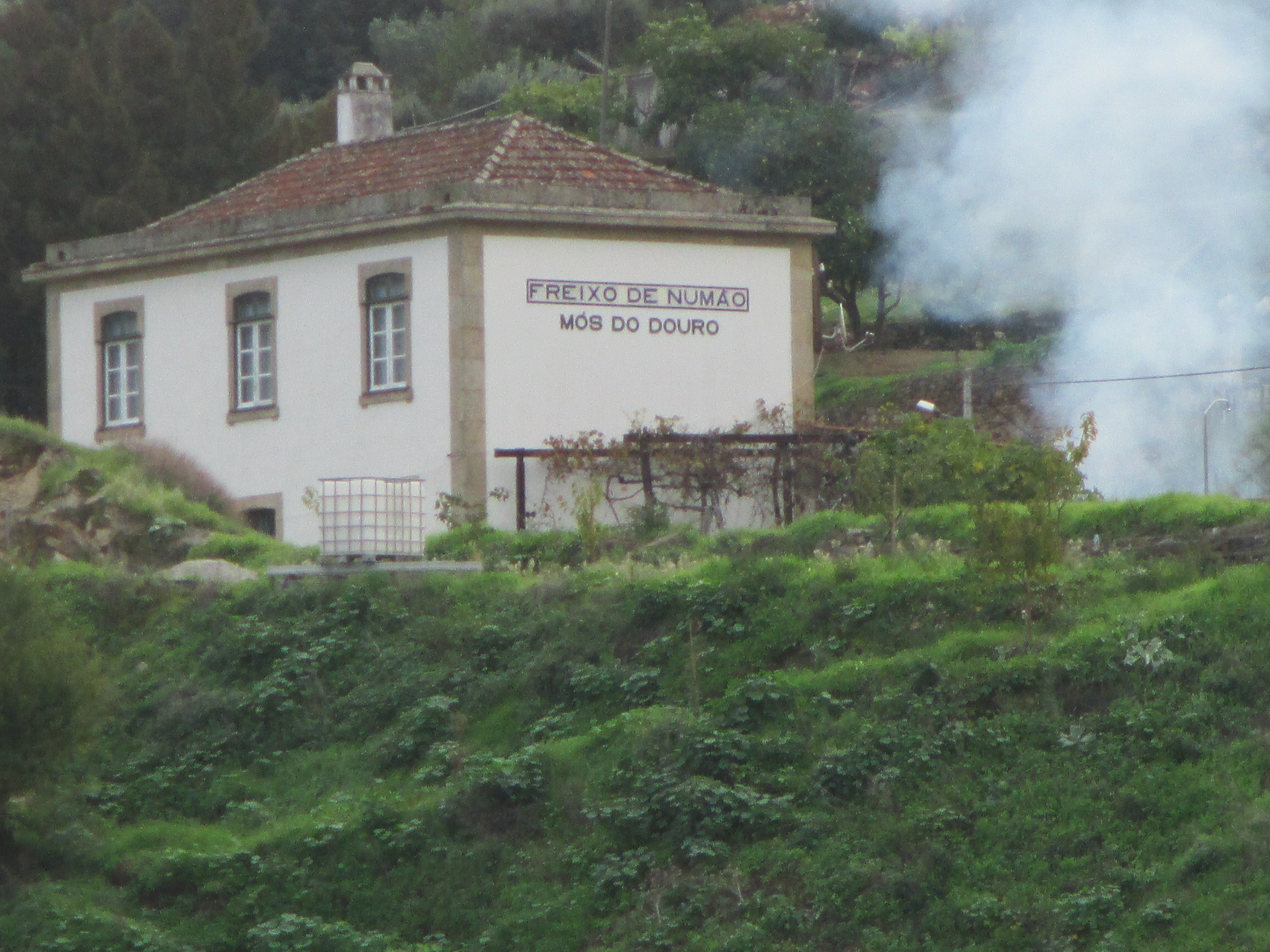
A estação de Freixo de Numão em 2014, vista a partir do Rio Douro.

## Descrição

### Localização e acessos
Situada em local isolado em meio rural, esta interface dista mais de onze quilómetros da localidade nominal primária, mormente via EN324, com declive total considerável. A localidade nominal secundária é mais próxima, mesmo assim situando-se a mais de seis quilómetros, via EN324 e EM614.

### Infraestrutura
Como apeadeiro numa linha de via única, esta interface tem uma só plataforma, que tem 146 m de comprimento e 50 cm de altura, configuração assaz reduzida em comparação com a de décadas anteriores. O edifício de passageiros, em desuso, situa-se do lado norte da via (lado esquerdo do sentido ascendente, a Barca d’Alva).

### Serviços
Em dados de 2023, esta interface é servida por comboios de passageiros da C.P. de tipos regional e inter-regional, com seis circulações diárias em cada sentido, entre Pocinho e Régua ou Porto-Campanhã ou Porto - São Bento.

## História
Este apeadeiro encontra-se no lanço entre as estações de Tua e Pocinho da Linha do Douro, que abriu à exploração no dia 10 de Janeiro de 1887.
Em 1901, o conselho de administração dos Caminhos de Ferro do Estado ordenou a realização de um estudo sobre as ligações rodoviárias às suas estações e apeadeiros, tendo-se apurado que no caso de Freixo estava em construção um ramal da Estrada Real n.º 34 que iria servir a estação, faltando ainda construir cerca de 12 km.
No Século XX, a estação teve um grande movimento, devido em parte à proximidade das ligações para Barca d’Alva e para a Linha do Sabor. Durante o período do Estado Novo, foi concluída a estrada entre a estação e a povoação de Freixo de Numão. Num artigo na Gazeta dos Caminhos de Ferro de 16 de Janeiro de 1953, o jornalista Guerra Maio relatou que tinha sido recentemente criada uma carreira de autocarros até à estação de Freixo de Numão, que fazia parte de uma rede de serviços rodoviários na margem Sul do Douro.
Em 1913, ostentava a categoria de estação, e era denominada de Freixo. Em 1979, a denominação já tinha sido alterada para Freixo de Numão, mas devido à sua maior proximidade em relação a Mós do Douro, a população desta localidade pediu para alterar o nome da estação, pelo que, em 1984, já se chamava de Freixo de Numão - Mós do Douro. Posteriormente, a Rede Ferroviária Nacional voltou a alterar o nome da estação, para Freixo de Numão - Mós.

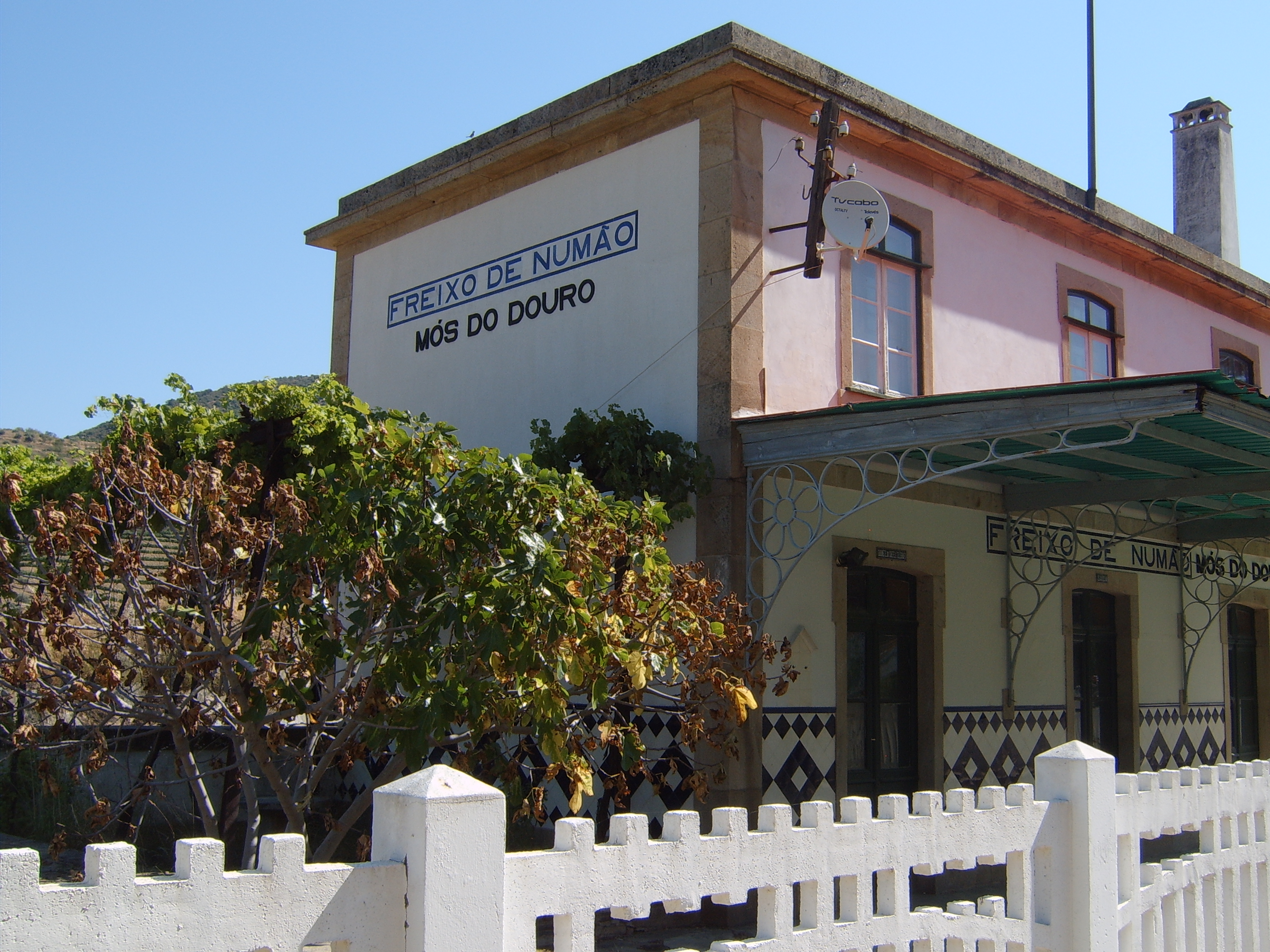
Estação de Freixo de Numão em 2011

Na década de 1980, o armazém de mercadorias anexo à estação foi destruído num incêndio. Até pelo menos, 1988, esta interface mantinha a classificação de estação, tendo sido despromovida à de apeadeiro antes de 2011.

Em 25 de Dezembro de 2009, a circulação foi suspensa no lanço da Linha do Douro entre Tua e o Pocinho, tendo sido organizado um transporte alternativo de autocarros e táxis, sendo estes últimos empregues nos apeadeiros com acessos mais difíceis, incluindo Freixo de Numão.